# Cap Denbigh
Le Cap Denbigh fait partie de la péninsule de Seward, dans le Norton Sound oriental, en Alaska. Il est connu pour son site archéologique d'Iyatayet, un ancien établissement des fouilles menées en 1948 ont permis de découvrir des artefacts lithiques, tels que des burins ou des têtes de harpons.

## Source
- (en) Cet article est partiellement ou en totalité issu de l’article de Wikipédia en anglais intitulé « Cape Denbigh » (voir la liste des auteurs).